# Zjednoczenie Kurkowych Bractw Strzeleckich RP
Zjednoczenie Kurkowych Bractw Strzeleckich Rzeczypospolitej Polskiej – stowarzyszenie (związek stowarzyszeń) którego akt odnowienia sporządzony i podpisany został na spotkaniu delegatów bractw w Kórniku 10 listopada 1990 r.
Za czasów II Rzeczypospolitej poprzednikiem Zjednoczenia Kurkowych Bractw Strzeleckich Rzeczypospolitej Polskiej było Zjednoczenie Bractw Strzeleckich Zachodnich Ziem Polski (w latach 1925–1927 pod nazwą „Zjednoczenie Bractw Strzeleckich RP”), powołane do życia na I Zjeździe Delegatów 7 sierpnia 1922 r., a którego I Kongres odbył się w 1923 r. Pierwszym prezesem ZBSZZP wybrany został w 1922 r. dr Zygmunt Głowacki.
II Zjazd Delegatów Zjednoczenia Bractw Strzeleckich Zachodnich Ziem Polski obradujący od 30 sierpnia do 4 września 1924 w Poznaniu podjął decyzję o utworzeniu 4 Okręgów: Poznańskiego, Pomorskiego, Bydgoskiego i Śląskiego.
Na zjeździe w roku 1925, obradujący w Bydgoszczy Delegaci Zjednoczenia Bractw Strzeleckich Zachodnich Ziem Polski podjęli decyzję o zmianie nazwy zjednoczenia na „Zjednoczenie Bractw Strzeleckich Rzeczypospolitej Polskiej”. Decyzja ta miała zachęcić bractwa Kurkowe z innych regionów Kraju do przystępowania do zjednoczenia.
Pierwszy po II wojnie światowej, a VI w kolejności Kongres Delegatów Bractw Kurkowych odbył się w Poznaniu 8 listopada 1991 roku. Na Kongresie tym uchwalony został Statut, nakreślono program działania i dokonano wyboru władz Zjednoczenia. Pierwszym prezesem wybrano Tadeusza Adama Jakubiaka. Wiceprezesami zostali: Zdzisław Maj z Krakowa i Ireneusz Dobrowolski z Bytomia.

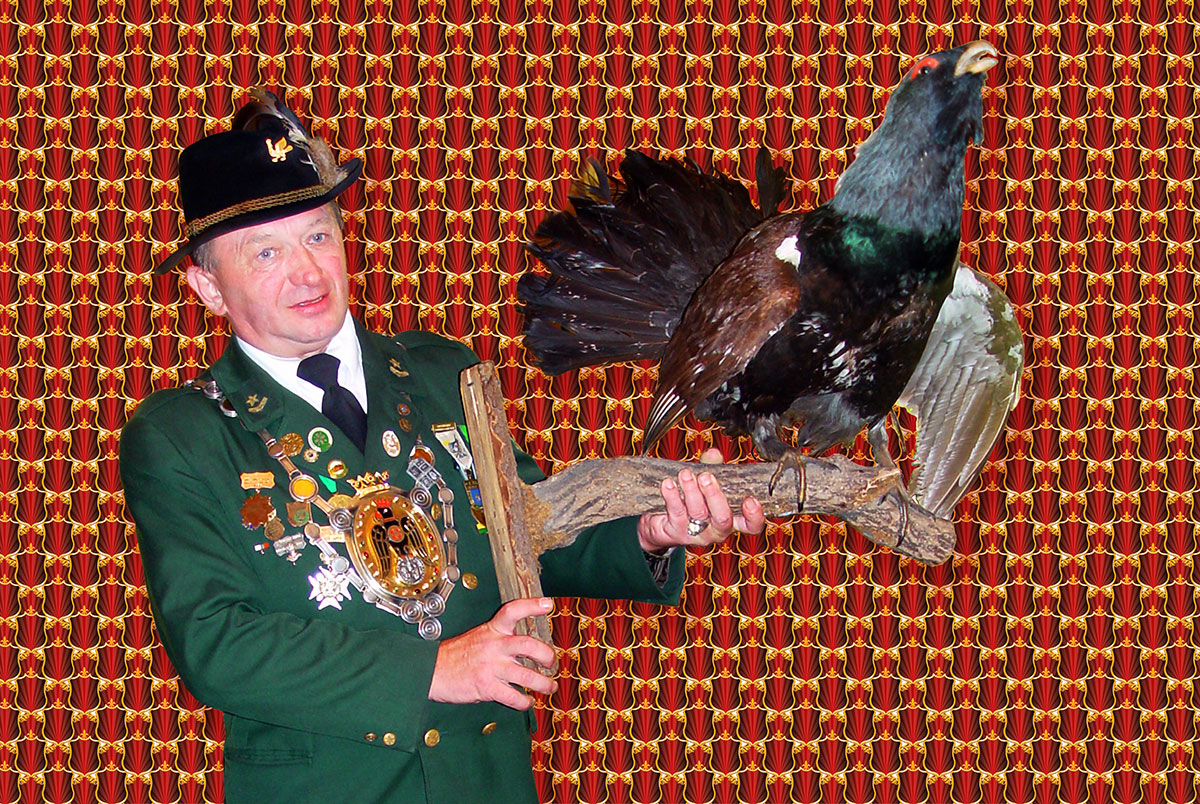
Roman Rybacki król EGS 2003

Pierwszym Królem Kurkowym odrodzonego Zjednoczenia Kurkowych Bractw Strzeleckich Rzeczypospolitej Polskiej został Roman Rybacki z Rawicza, który pod koniec sierpnia 2003 roku podczas XIV Europejskiego Spotkania Strzelców Historycznych w Voclabruck w Austrii zdobył tytuł „Europejski Król Strzelców” EGS. Po raz pierwszy w historii Europejskiej Wspólnoty Historycznych Strzelców (EGS) tytuł ten wywalczył Polak. Z powodu Jego tragicznej śmierci w wypadku samochodowym, do 26 sierpnia 2006 nie było Europejskiego Króla Strzelców Historycznych EGS.
Na XV Europejskim Spotkaniu Europejskiej Wspólnoty Historycznych Strzelców w Heeswijk w Holandii, tytuł Europejskiego Króla Strzelców EGS ponownie wywalczył Polak – Tadeusz Żyła z Kurkowego Bractwa Strzeleckiego w Pszczynie i był Królem EGS w latach 2006–2009.
Na XXI Europejskie Spotkanie Strzelców Historycznych w Mondsee w Austrii, tytuł Europejskiego Króla Strzelców EGS wywalczył Józef Pluta z Raciborskiego Kurkowego Bractwa Strzeleckiego, natomiast tytuł Młodzieżowego Europejskiego Króla Strzelców EGS wywalczył Maksymilian Kuropka z Bractwa Kurkowego w Poniecu.
Bractwa Kurkowe będące członkami Zjednoczenia zgrupowane są w Okręgach, których zasięg terytorialny zachowuje w dużej części struktury historycznie ukształtowane.
Obecnie Zjednoczenie liczy 120 bractw kurkowych, zrzeszonych w 10 Okręgach. 
Zjednoczenie jest członkiem 5 Regionu EGS.

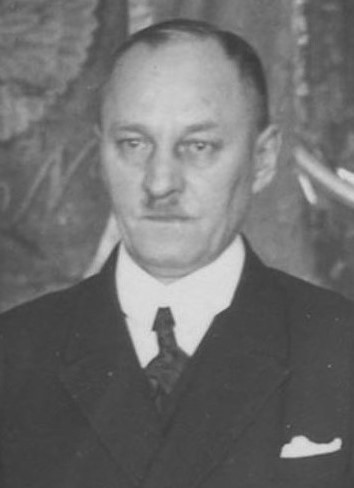
dr Zygmunt Głowacki - prezes ZKBS RP w latach 1922-1929

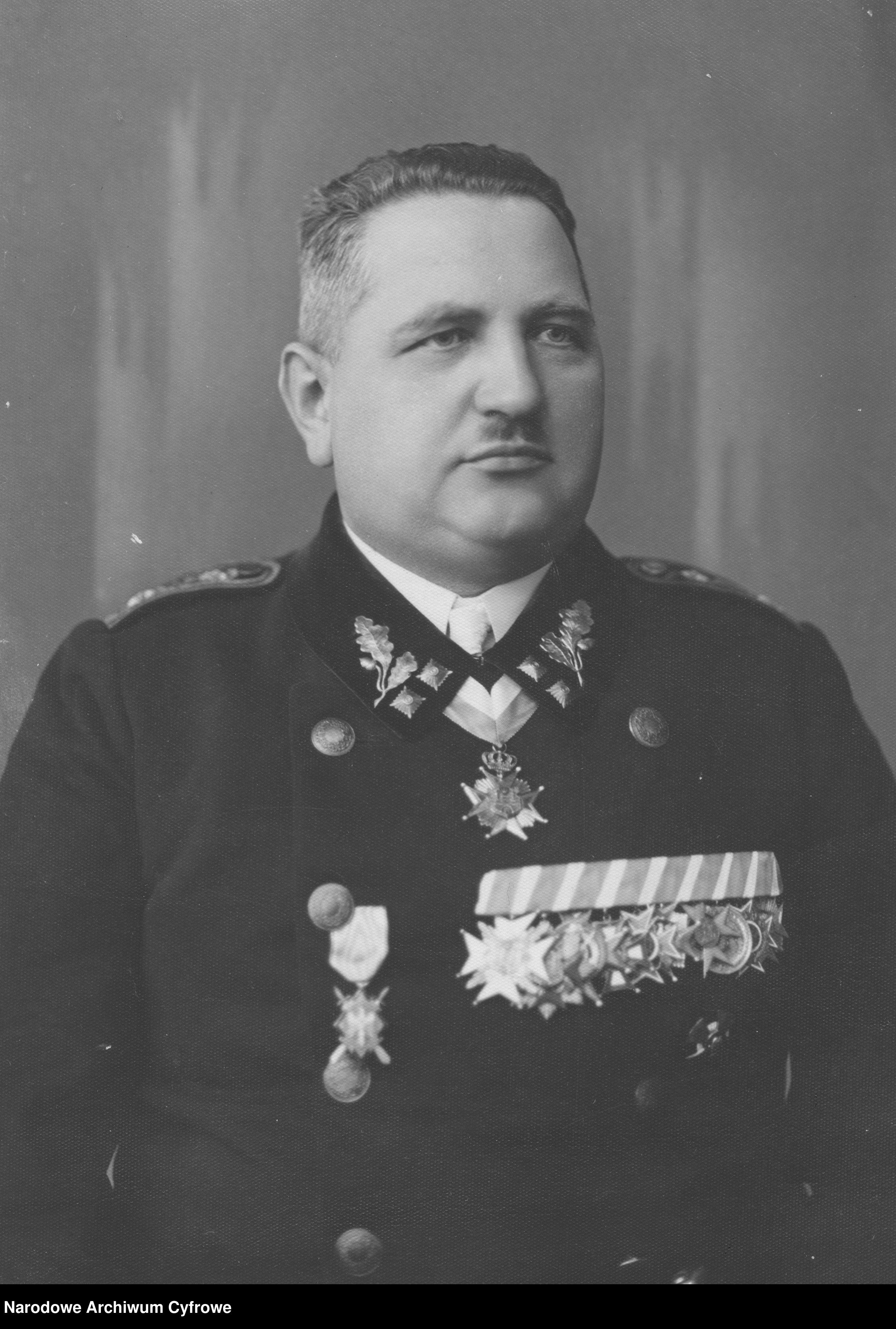
Aleksander Ratajczak - prezes ZKBS RP w 1931 r.

Stanisław Maciejewski - prezes ZKBS w latach 1931-1939

| Imię i nazwisko           | lata       |
| ------------------------- | ---------- |
| dr Zygmunt Głowacki       | 1922-1929  |
| Jan Łuczak                | 1929-1931  |
| Aleksander Ratajczak      | 1931       |
| Stanisław Maciejewski     | 1931-1939  |
| Tadeusz Adam Jakubiak     | 1990-1996  |
| Andrzej Wegner            | 1997-2009  |
| Adam Gołębowski           | 2009-2018  |
| Krzysztof Wojciech Larski | 2018-2023  |
| Lech Magnuszewski         | od 2023 r. |

| Imię i nazwisko        | lata      |
| ---------------------- | --------- |
| Józef Lipiński         | 1924-1927 |
| Adam Mielcarski        | 1927-1929 |
| Stanisław Tyrchan      | 1929-1932 |
| Wilhelm Kasza          | 1932=1936 |
| Mieczysław Pogorzelski | 1936-1940 |
| Roman Rybacki          | 1991-1994 |
| Zbigniew Leń           | 1994-1997 |
| Stanisław Osiewicz     | 1997-2000 |
| Leszek Warczak         | 2000-2003 |
| Marek Balcerek         | 2003-2006 |
| Lech Biegański         | 2006-2009 |
| Władysław Smółka       | 2009-2012 |
| Robert Karpiński       | 2012-2015 |
| Piotr Sitarz           | 2015-2018 |
| Zbigniew Jerzy Madej   | 2018-2023 |
| Paweł Hinz             | 2023-2025 |

## Bractwa członkowskie
| I. Okręg Pomorski:         |                                                                                   |
| 1.                         | Kurkowe Bractwo Strzeleckie w Chojnicach                                          |
| 2.                         | Kurkowe Bractwo Strzeleckie w Starogardzie Gdańskim                               |
| 3.                         | Kurkowe Bractwo Strzeleckie w Wejherowie                                          |
| 4.                         | Kurkowe Bractwo Strzeleckie w Tucholi                                             |
| 5.                         | Kurkowe Bractwo Strzeleckie w Tczewie                                             |
| 6.                         | Kurkowe Bractwo Strzeleckie w Toruniu                                             |
| 7.                         | Kurkowe Bractwo Strzeleckie w Brusach                                             |
| 8.                         | Kurkowe Bractwo Strzeleckie w Lidzbarku                                           |
| 9.                         | Chełmińskie Towarzystwo Strzeleckie - Bractwo Kurkowe                             |
| 10.                        | Bractwo Kurkowe Ziemi Dobrzyńskiej                                                |
| 11.                        | Włocławskie Kurkowe Bractwo Strzeleckie we Włocławku                              |
| 12.                        | Kurkowe Bractwo Strzeleckie w Gdyni                                               |
| 13.                        | Strzeleckie Bractwo Kurkowe w Czarnem                                             |
| 14.                        | Kurkowe Bractwo Strzeleckie w Kościerzynie                                        |
| 15.                        | Skarszewskie Bractwo Kurkowe im. św. Jana Chrzciciela w Skarszewach               |
| II. Okręg Bydgoski:        |                                                                                   |
| 1.                         | Piechcińskie Bractwo Kurkowe w Piechcinie                                         |
| 2.                         | Bractwo Kurkowe w Wyrzysku                                                        |
| 3.                         | Kurkowe Bractwo Strzeleckie w Kcyni                                               |
| 4.                         | Nakielskie Bractwo Kurkowe im. św. Jerzego w Nakle nad Notecią                    |
| 5.                         | Bractwo Strzeleckie w Szubinie                                                    |
| 6.                         | Kurkowe Bractwo Strzeleckie w Solcu Kujawskim                                     |
| 7.                         | Kurkowe Bractwo Strzeleckie we Więcborku                                          |
| 8.                         | Kurkowe Bractwo Strzeleckie w Sępólnie Krajeńskim                                 |
| 9.                         | Bractwo Strzeleckie w Żninie                                                      |
| III Okręg Poznański:       |                                                                                   |
| 1.                         | Kurkowe Bractwo Strzeleckie w Babimoście                                          |
| 2.                         | Kurkowe Bractwo im. Stanisława Łakoty w Budzyniu                                  |
| 3.                         | Bractwo Strzeleckie w Chodzieży                                                   |
| 4.                         | Kurkowe Bractwo Strzeleckie w Czarnkowie                                          |
| 5.                         | Bractwo Kurkowe w Dolsku                                                          |
| 6.                         | Kurkowe Bractwo Strzeleckie w Gołańczy                                            |
| 7.                         | Kórnicko-Bnińskie Bractwo Kurkowe im. ks. Szczepana Janasika                      |
| 8.                         | Kurkowe Bractwo Strzeleckie w Margoninie                                          |
| 9.                         | Kurkowe Bractwo Strzeleckie w Mieścisku                                           |
| 10.                        | Mosińsko-Puszczykowskie Kurkowe Bractwo Strzeleckie im. dr. Tadeusza A. Jakubiaka |
| 11.                        | Kurkowe Bractwo Strzeleckie w Mosinie                                             |
| 12.                        | Kurkowe Bractwo Strzeleckie w Murowanej Goślinie                                  |
| 13.                        | Kurkowe Bractwo Strzeleckie w Opalenicy                                           |
| 14.                        | Pilskie Bractwo Kurkowe „Tarcza”                                                  |
| 15.                        | Bractwo Kurkowe Poznań 1253                                                       |
| 16.                        | Poznańskie Bractwo Kurkowe                                                        |
| 17.                        | Kurkowe Bractwo Strzeleckie Grodu Przemysława przy Dworze Grunwaldzkim w Poznaniu |
| 18.                        | Bractwo Kurkowe „Rogoża" w Rogoźnie Wielkopolskim                                 |
| 19.                        | Kurkowe Bractwo Strzeleckie w Skokach                                             |
| 20.                        | Bractwo Strzeleckie w Stęszewie                                                   |
| 21.                        | Kurkowe Bractwo Strzeleckie w Swarzędzu                                           |
| 22.                        | Cech Strzelecki Bractwo Kurkowe w Szamocinie                                      |
| 23.                        | Kurkowe Bractwo Strzeleckie w Śremie                                              |
| 24.                        | Kurkowe Bractwo Strzeleckie w Środzie Wielkopolskiej                              |
| 25.                        | Bractwo Strzeleckie w Wągrowcu                                                    |
| 26.                        | Kurkowe Bractwo Strzeleckie w Witkowie zał. 1742                                  |
| 27.                        | Kurkowe Bractwo Strzeleckie we Wrześni                                            |
| 28.                        | Bractwo Kurkowe w Wysokiej                                                        |
| 29.                        | Kurkowe Bractwo Strzeleckie w Zbąszynku                                           |
| 30.                        | Kurkowe Bractwo Strzeleckie w Zbąszyniu                                           |
| 31.                        | Kurkowe Bractwo Strzeleckie w Żerkowie                                            |
| 32.                        | Lubońskie Bractwo Kurkowe                                                         |
| IV Okręg Szamotulski:      |                                                                                   |
| 1.                         | Kurkowe Bractwo Strzeleckie w Grzebienisku                                        |
| 2.                         | Kurkowe Bractwo Strzeleckie w Pniewach                                            |
| 3.                         | Kurkowe Bractwo Strzeleckie w Tarnowie Podgórnym                                  |
| 4.                         | Kurkowe Bractwo Strzeleckie w Sierakowie                                          |
| 5.                         | Kurkowe Bractwo Strzeleckie w Szamotułach                                         |
| 6.                         | Bractwo Kurkowe we Wronkach                                                       |
| V Okręg Leszczyński:       |                                                                                   |
| 1.                         | Kurkowe Bractwo Strzeleckie w Borku Wielkopolskim                                 |
| 2.                         | Kurkowe Bractwo Strzeleckie w Jarocinie                                           |
| 3.                         | Kurkowe Bractwo Strzeleckie w Jutrosinie                                          |
| 4.                         | Kurkowe Bractwo Strzeleckie w Kościanie                                           |
| 5.                         | Bractwo Kurkowe w Krobi                                                           |
| 6.                         | Kurkowe Bractwo Strzeleckie w Mieszkowie                                          |
| 7.                         | Bractwo Kurkowe w Poniecu                                                         |
| 8.                         | Bractwo Kurkowe w Rawiczu                                                         |
| 9.                         | Kurkowe Bractwo Strzeleckie w Rydzynie                                            |
| 10.                        | Kurkowe Bractwo Strzeleckie w Śmiglu                                              |
| 11.                        | Kurkowe Bractwo Strzeleckie we Włoszakowicach                                     |
| 12.                        | Kurkowe Bractwo Strzeleckie w Wolsztynie                                          |
| VI Okręg Ostrowski:        |                                                                                   |
| 1.                         | Kurkowe Bractwo Strzeleckie w Koźminie Wielkopolskim                              |
| 2.                         | Kurkowe Bractwo Strzeleckie w Krotoszynie                                         |
| 3.                         | Kurkowe Bractwo Strzeleckie w Ostrzeszowie                                        |
| 4.                         | Kurkowe Bractwo Strzeleckie w Ostrowie Wielkopolskim rok zał. 1730                |
| 5.                         | Kurkowe Bractwo Strzeleckie im. ks. Kazimierza Jagielskiego w Raszkowie           |
| 6.                         | Strzeleckie Bractwo Kurkowe w Roszkach                                            |
| 7.                         | Kurkowe Bractwo Strzeleckie im. św. Józefa w Rozdrażewie                          |
| 8.                         | Kurkowe Bractwo Strzeleckie w Sieroszewicach                                      |
| 9.                         | Bractwo Strzeleckie pw. św. Tekli w Dobrzycy                                      |
| 10.                        | Kurkowe Bractwo Strzeleckie im. Władysława Frąszczaka Ligota-Korytnica-Koryta     |
| 11.                        | Kępińskie Kurkowe Bractwo Strzeleckie w Kępnie                                    |
| 12.                        | Kurkowe Bractwo Strzeleckie w Pogorzeli                                           |
| 13.                        | Kurkowe Bractwo Strzeleckie w Pleszewie                                           |
| VII Okręg Śląski:          |                                                                                   |
| 1.                         | Kurkowe Bractwo Strzeleckie w Pszczynie                                           |
| 2.                         | Bractwo Kurkowe Grodu Bytomskiego                                                 |
| 3.                         | Bractwo Kurkowe Miasta Rybnik                                                     |
| 4.                         | Strzeleckie Bractwo Kurkowe Grodu Jelcz-Laskowice                                 |
| 5.                         | Kurkowe Bractwo Strzeleckie w Tarnowskich Górach                                  |
| 6.                         | Kurkowe Bractwo Strzeleckie w Żorach                                              |
| 7.                         | Bractwo Strzeleckie w Mikołowie                                                   |
| 8.                         | Bractwo Strzeleckie w Głogówku                                                    |
| 9.                         | Kurkowe Bractwo Strzeleckie Miasta Ruda Śląska                                    |
| 10.                        | Raciborskie Kurkowe Bractwo Strzeleckie                                           |
| 11.                        | Katowickie Bractwo Kurkowe                                                        |
| 12.                        | Kurkowe Bractwo Strzeleckie w Nysie                                               |
| 13.                        | Kurkowe Bractwo Strzeleckie w Toszku                                              |
| 14.                        | Bractwo Kurkowe Grodu Zabrzańskiego                                               |
| VIII Okręg Krakowski:      |                                                                                   |
| 1.                         | Towarzystwo Strzeleckie „Bractwo Kurkowe” w Krakowie                              |
| 2.                         | Towarzystwo Strzeleckie „Bractwo Kurkowe” w Tarnowie                              |
| 3.                         | Strzeleckie Bractwo Kurkowe Dworu Karwacjanów w Gorlicach                         |
| 4.                         | Bractwo Kurkowe w Ciężkowicach                                                    |
| 5.                         | Lubelskie Bractwo Strzelców Kurkowych                                             |
| XI Okręg Centralny:        |                                                                                   |
| 1.                         | Kaliskie Bractwo Strzelców Kurkowych                                              |
| 2.                         | Łódzkie Towarzystwo Strzeleckie Bractwo Kurkowe                                   |
| 3.                         | Sieradzkie Towarzystwo Strzeleckie Bractwo Kurkowe                                |
| 4.                         | Łomżyńsko-Drohickie Bractwo Kurkowe Towarzystwo Strzeleckie                       |
| 5.                         | Świętokrzyskie Bractwo Kurkowe Towarzystwo Strzeleckie                            |
| 6.                         | Radomskie Bractwo Strzelców Kurkowych                                             |
| 7.                         | Bractwo Kurkowe im. św. Sebastiana w Radomiu                                      |
| 8.                         | Podlasko-Kozieradzkie Bractwo Kurkowe                                             |
| 9.                         | Łaskie Bractwo Strzelców Kurkowych                                                |
| 10.                        | Bractwo Strzelców Kurkowych „Lechity"                                             |
| 11.                        | Mazowiecko-Podlaskie Kurkowe Bractwo Strzeleckie w Broku                          |
| 12.                        | Bractwo Strzelców Kurkowych im. Jana Kilińskiego w Warszawie                      |
| 13.                        | Kresowe Bractwo Strzelców Kurkowych im. Orła Białego w Terespolu                  |
| 14.                        | Bractwo Kurkowe w Białej Podlaskiej                                               |
| X Okręg Zachodniopomorski: |                                                                                   |
| 1.                         | Bractwo Kurkowe Gryf w Gryfinie                                                   |
| 2.                         | Kurkowe Bractwo Strzeleckie w Wolinie                                             |
| 3.                         | Szczecineckie Bractwo Kurkowe w Szczecinku                                        |